# ニュートラ
ニュートラ（和製英語: new traditional）、1970年代中頃から1980年代中頃にかけて日本で流行したファッションスタイルである。現在に至るブランドブームの起源とされる。

## 概要
1970年代に兵庫県神戸市の服飾メーカーが製造していた若い女性向けのファッションをファッション誌『an・an』がニュートラと総称したことが語源とされる。1975年頃よりファッション誌『JJ』や『CanCam』などが頻繁に取り上げて、一大ファッションブームとなった。エルメスやジバンシー、フェンディ、グッチ、セリーヌ、エミリオ・プッチ、イヴ・サンローランをはじめとする外国の高級ブランドユーザーの大衆化（若年齢化）やセレクトショップのブーム、ファッション誌によるファッションモデル大量起用など、その後の日本のファッションに多大な影響を及ぼした。

## 特徴
トラディショナル・スタイルを基本として、それに日本国外の有名ブランドの商品をコーディネートするスタイルが主流。
ブレザーやワンピース、カーディガンなどの定番アイテムに、グッチやフェンディ、セリーヌ、エルメスなどの海外有名ブランド小物を合わせるというもの。
また、派手な色使いのシャツにセミタイトのスカート、ゴールドのバックルに、高級ブランドの小物を合わせるスタイルなどもある。
よくいえば「お嬢様風」「大企業の社長室秘書風」、悪くいえば成金趣味のスタイルであるとも描写される。
特に重視されたのがルイ・ヴィトン、セリーヌ、フェンディなどヨーロッパの高級ブランドのバッグであるが、この際には一目見てどこのブランドか判別出来ることが重視された。

## 主なファッションブランド・セレクトショップ
- ルシェルブルー
- インタープラネット
- クィーンズコート
- VICKY